# Liste des préfets des Deux-Sèvres
Liste des préfets des Deux-Sèvres

## Consulat et Premier Empire (An VIII- 1815)
| Période      | Période | Identité                      | Fonction précédente | Observation |
| ------------ | ------- | ----------------------------- | ------------------- | ----------- |
| 3 mars 1800  |         | Claude-François-Étienne Dupin |                     | Baron       |
| 12 mars 1813 |         | Antoine Busche                |                     | Baron       |

## Premiere restauration (1814-1815)
| Période         | Période | Identité                              | Fonction précédente | Observation |
| --------------- | ------- | ------------------------------------- | ------------------- | ----------- |
| 14 juillet 1815 |         | François Duval de Chassenon de Curzay |                     | Vicomte     |

## Seconde Restauration (1815-1830)
| Période      | Période | Identité                         | Fonction précédente | Observation                       |
| ------------ | ------- | -------------------------------- | ------------------- | --------------------------------- |
| 4 juin 1817  |         | Jean-Marie Poyferré de Cère      |                     | Baron                             |
| 26 juin 1822 |         | Félix-Léonard de Roussy de Sales |                     | Marquis                           |
| 3 mars 1828  |         | A. Beaumont                      |                     | Comte de la Bonninière de Baumont |

## Monarchie de Juillet (1830-1848)
| Période         | Période | Identité                              | Fonction précédente | Observation |
| --------------- | ------- | ------------------------------------- | ------------------- | ----------- |
| 10 août 1830    |         | Nuce-Antoine de Solere                |                     | Comte       |
| 14 mai 1831     |         | Heim                                  |                     |             |
| 14 juillet 1833 |         | Léon Thiessé                          |                     |             |
| 20 octobre 1838 |         | Jean-Baptiste Vernoy de Saint-Georges |                     |             |
| 29 février 1848 |         | Maichain                              |                     |             |
| 2 juin 1848     |         | Morin                                 |                     |             |

## Deuxième République (1848-1852)
| Période          | Période | Identité                                               | Fonction précédente | Observation                |
| ---------------- | ------- | ------------------------------------------------------ | ------------------- | -------------------------- |
| 20 novembre 1848 |         | Claude Joseph Brandelys Green, comte de Saint-Marsault |                     | Comte                      |
| 24 janvier 1849  |         | Edouard Albert François Joseph Degouve-Denuncques      |                     |                            |
| 5 juin 1850      |         | Bry                                                    |                     | Baron                      |
| 12 mars 1851     |         | Louis Marie Philibert Edgar Renouard de Sainte-Croix   |                     | Marquis - muté dans l'Eure |
| 9 mai 1852       |         | Antoine Bourdon                                        |                     |                            |

## Second Empire (1852-1870)
| Période          | Période | Identité                  | Fonction précédente | Observation |
| ---------------- | ------- | ------------------------- | ------------------- | ----------- |
| 26 novembre 1856 |         | Jean Bérard               |                     |             |
| 15 décembre 1856 |         | Félix Lowasy de Loinville |                     |             |
| 14 juillet 1860  |         | Lorette                   |                     |             |
| 5 octobre 1867   |         | Isoard                    |                     |             |
| 31 janvier 1870  |         | Lodin de Lepinay          |                     |             |

## Troisième République (1870-1940)
| Période           | Période | Identité                                 | Fonction précédente | Observation  |
| ----------------- | ------- | ---------------------------------------- | ------------------- | ------------ |
| 6 septembre 1870  | 1870    | Pierre-Henri Amable Ricard               |                     |              |
| 21 septembre 1870 | 1873    | Pierre Mahou                             |                     |              |
| 28 mai 1873       | 1875    | Maurice de Ravinel                       |                     | Baron        |
| 21 avril 1875     | 1876    | Anne Beuves Eugène d'Auray de Saint-Pois |                     | Marquis      |
| 13 avril 1876     | 1877    | Jean Camille Edouard Bertereau           |                     |              |
| 5 janvier 1877    | 1877    | Jules Mahias                             |                     |              |
| 18 avril 1877     | 1877    | Paul Bourdier                            |                     |              |
| 19 mai 1877       | 1877    | Octave Emile Blanc                       |                     |              |
| 18 décembre 1877  | 1879    | Henri Louis Émile Alexandre Cotelle      |                     |              |
| 3 mai 1879        | 1881    | Jules Barrême                            |                     |              |
| 30 mars 1881      | 1883    | Périclès Grimanelli                      |                     |              |
| 29 novembre 1883  | 1885    | Henry de Malherbe                        |                     |              |
| 25 avril 1885     | 1887    | Jacques Comolet                          |                     |              |
| 2 février 1887    | 1890    | Félix Grenier                            |                     |              |
| 12 janvier 1890   | 1894    | Émile Lascombes                          |                     |              |
| 7 janvier 1894    | 1896    | Charles Blanc                            |                     |              |
| 25 juin 1896      | 1907    | Louis Démétrius Sagebien                 |                     |              |
| 13 juillet 1907   | 1911    | Jean Louis Aubanel                       |                     |              |
| 20 octobre 1911   | 1920    | Auguste Rang des Adrets                  |                     |              |
| 17 janvier 1920   | 1922    | Emile Buloz                              |                     |              |
| 27 juillet 1922   |         | Roland-Marcel                            |                     | Non installé |
| 27 juillet 1922   | 1924    | Henri Regnaut                            |                     |              |
| 2 août 1924       | 1926    | Robert Billecard                         |                     |              |
| 5 février 1926    |         | Edmond Richard                           |                     | Non installé |
| 7 février 1926    | 1927    | Louis Paisant                            |                     |              |
| 13 décembre 1927  | 1930    | Émile Sassier                            |                     |              |
| 21 août 1930      |         | Louis de Peretti Delle Rocca             |                     | Non installé |
| 21 août 1930      | 1931    | Jean Daffas                              |                     |              |
| 19 novembre 1931  | 1932    | Lucien Cornélien Bilange                 | préfet de la Drôme  |              |
| 2 juillet 1932    | 1935    | Paul Ourmet                              |                     |              |
| 19 février 1935   | 1936    | Désiré Jouany                            |                     |              |
| 26 août 1936      | 1940    | Henry Graux                              |                     |              |

## Régime de Vichy (1940-1944)
Liste des préfets du Régime de Vichy sous l'Occupation (1940-1944)
| Période          | Période | Identité              | Fonction précédente | Observation                         |
| ---------------- | ------- | --------------------- | ------------------- | ----------------------------------- |
| 15 mai 1940      |         | Émile Bouché-Leclercq |                     |                                     |
| 14 novembre 1941 |         | Roger-Machart         |                     |                                     |
| 8 février 1943   |         | Chopin                |                     |                                     |
| 28 octobre 1943  |         | Monzat                |                     |                                     |
| 24 janvier 1944  |         | Henri Gomot           |                     | Condamné pour collaboration en 1945 |

## Quatrième République (1944-1958)
| Période          | Période | Identité               | Fonction précédente | Observation                                         |
| ---------------- | ------- | ---------------------- | ------------------- | --------------------------------------------------- |
| septembre 1944   |         | René Hudeley           |                     |                                                     |
| 27 mai 1947      |         | Bonnaud-Delamare Roger |                     | Il fut l'un des préfets les plus diplômés de France |
| 1er janvier 1951 |         | Moulins                |                     |                                                     |
| 1er janvier 1951 |         | Wolff                  |                     |                                                     |
| 21 août 1956     |         | Escande                |                     |                                                     |

## Cinquième République (Depuis 1958)
| Période          | Période          | Identité                 | Fonction précédente | Observation                                                            |
| ---------------- | ---------------- | ------------------------ | --- | ---------------------------------------------------------------------- |
| 1er janvier 1960 |                  | Thisy                    | |                                                                        |
| 1er avril 1963   |                  | Maxime Mignon            | |                                                                        |
| 1er février 1968 | 31 décembre 1971 | Jean Rougé               | | Nommé préfet d'Indre-et-Loire                                          |
| 1er février 1972 | 17 mars 1975     | Pierre Dupuy             | |                                                                        |
| 17 mars 1975     |                  | Gérard Prioux            | Préfet des Hautes-Pyrénées |                                                                        |
| 6 mai 1977       |                  | Jacques Guérin           | Sous-préfet de Thionville |                                                                        |
| 16 juillet 1981  | 13 octobre 1982  | Paul Rouaze              | | Nommé préfet de la Corse-du-Sud                                        |
| 13 octobre 1982  | 25 avril 1986    | Christian Tracou         | Sous-préfet | Nommé préfet de la Vendée                                              |
| 25 avril 1986    | 6 décembre 1989  | Alain Jézéquel           | |                                                                        |
| 21 décembre 1989 | 6 mai 1993       | Bernard Coquet           | | Nommé préfet de la Drôme                                               |
| 6 mai 1993       |                  | Jozé Inizan              | |                                                                        |
| 1er octobre 1997 | 9 mai 2001       | Jean-François Gueullette | |                                                                        |
| 10 mai 2001      | 9 juillet 2004   | Jacques Laisné           | Conseiller maître à la Cour des comptes Directeur de l'administration de la police nationale au ministère de l'intérieur                                                                                          | Nommé préfet de l'Eure                                                 |
| 9 juillet 2004   |                  | Patrick Strzoda          | Préfet des Hautes-Alpes |                                                                        |
| 16 décembre 2004 | 23 mai 2006      | Jean-Jacques Brot        | Préfet de Mayotte | Nommé préfet de la Guadeloupe                                          |
| 23 mai 2006      | 30 janvier 2009  | Régis Guyot              | | Nommé préfet de l'Ain                                                  |
| 30 janvier 2009  | 22 mai 2012      | Christiane Barret        | Préfet délégué à l'égalité des chances de Seine-Saint-Denis | Directrice de cabinet de François Lamy                                 |
| 7 juin 2012      | 10 octobre 2014  | Pierre Lambert (d)       | Préfet délégué pour l'égalité des chances auprès du préfet de l'Essonne | Nommé préfet des Côtes-d'Armor                                         |
| 10 octobre 2014  | 28 août 2017     | Jérôme Gutton (d)        | Préfet de l’Indre | Nommé préfet de Saône-et-Loire                                         |
| 28 août 2017     | 15 janvier 2020  | Isabelle David (d)       | Préfète de l’Orne | Sera appelée à de nouvelles fonction.                                  |
| 15 janvier 2020  |                  | Emmanuel Aubry (d)       | Secrétaire général de la préfecture du Rhône, préfet délégué pour l'égalité des chances auprès du préfet de la région Auvergne-Rhône-Alpes, préfet de la zone de défense et de sécurité Sud-Est, préfet du Rhône. | Nommé préfet de la Sarthe                                              |
| 15 février 2022  | 19 mars 2025     | Emmanuelle Dubée (d)     | Directrice adjointe du cabinet de Gérald Darmanin (ministre de l'Intérieur et des Outre-mer). | Nommée préfète de la Haute-Savoie                                      |
| 19 mars 2025     | -                | M. FETET Simon           | Directeur de l'immigration à la direction générale des étrangers en France à l'administration centrale du ministère de l'Intérieur                                                                                | Secrétaire général de la préfecture des Deux-Sèvres entre 2013 et 2015 |

## Sources
- site web: Les services de l'État dans les Deux-Sèvres, Histoire des préfets